# جيم دنت (صحفي)
جيم دنت (بالإنجليزية: Jim Dent)‏ هو صحفي أمريكي، ولد في 1953.